# Soeverein vorst

Het wapen van de soevereine vorst

Willem I aanvaardde in 1813 de hem aangeboden titel van Soeverein vorst der Verenigde Nederlanden (in de toenmalige spelling Souverein vorst der Vereenigde Nederlanden), waarmee de staat ontstond die wordt aangeduid met soeverein vorstendom der Verenigde Nederlanden. Hij aanvaardde in 1813 de door een driemanschap aangeboden soevereiniteit "onder voorwaarde ener wijze constitutie" en legde in Amsterdam een eed op de grondwet af. De uit ballingschap teruggekeerde telg uit het huis Oranje-Nassau werd dus geen erfstadhouder onder de naam Willem VI, hoewel hij recht op dat ambt had kunnen laten gelden. Het door hem gekozen wapenschild was korte tijd ook het Nederlandse wapen.